# はやみみラジオ!水野晶子です
はやみみラジオ!水野晶子です（はやみみラジオみずのあきこです）は、毎日放送ラジオ（MBSラジオ）で放送されていた朝のラジオ番組。

## 概要
「MBSイブニングレーダー」以来21年続いた夕方の報道ワイド番組が2005年3月いっぱいで終了し、それに代わる形の番組として、「おはよう川村龍一です」が終了して以降、低迷の続くMBSラジオの早朝枠を報道系のワイド番組にリニューアル。国内外の政治、経済、社会、スポーツなどの最新ニュースを朝一番に伝える。また、リスナーからの川柳が数多く紹介される。
「 - イブニングレーダー」時代からパーソナリティを務めていた、MBSアナウンサーの水野晶子をメインパーソナリティに起用。
全国のラジオ・テレビ兼営局では珍しい部署「ラジオ報道部」（かつてはTBSラジオにも存在していた）が制作する。
番組内では、ニッポン放送制作の「SUZUKIハッピーモーニング・鈴木杏樹のいってらっしゃい」も放送される（実際は7:40の番組エンディング後に放送されるので、独立した番組の様になっている）。永らく、6:00～6:30の間は、他のJRN系列局で放送されている、「生島ヒロシのおはよう一直線」のCMネット受けの関係で、DHCが提供スポンサーとなっていたが、現在は撤退している。
2006年11月7日～11月12日京都にて写真展が開催された。
2008年3月28日をもって放送終了。後継番組は、元MBSアナウンサーの子守康範がパーソナリティを務める『子守康範 朝からてんコモリ!』で、同年3月31日から放送が開始。なお、当番組に代わるMBSラジオの報道ワイド番組は、同年3月31日から平日21:00～22:00（ナイター中継延長の場合放送時間繰り下げ）に放送される『MBSニュースレーダー』に引き継いだ。水野は金曜日のパーソナリティを、近藤勝重は金曜日のコメンテーターとして東京から出演。また、当番組内の川柳企画は同年4月5日から毎週土曜日の5:15～5:45に放送される、近藤と水野がパーソナリティを務める新番組『しあわせの五・七・五』に引き継いだ。

## 出演
パーソナリティ
- 水野晶子 （当時・MBSアナウンサー）

パートナー
- 桂かい枝

コメンテーター
- 近藤勝重 （毎日新聞東京本社・専門編集委員）

2006年3月までは「毎日新聞・夕刊編集長」として紹介されていた。
取材リポーター
- 山中真 （MBSアナウンサー）- 月・火
- 松本麻衣子 （MBSアナウンサー）- 水・木

ニュースキャスター
- 加藤康裕 （当時・MBSアナウンサー）

お天気中継
- 南利幸 （気象予報士） - 月～木（2007年3月までは金も担当）
- 吉村真希（気象予報士） - 金（2007年4月～）

## コーナー紹介・タイムテーブル
時間については、若干前後する場合がある。
- 6:01- 『はやみみお天気』

気象予報士の南利幸（月-木曜日）と吉村真希（金曜日）が、関西のいろいろな場所から、現在と今後の天気と、街の表情などをリポートする。
- 6:05 - 『はやみみニュース』
- 6:22 - 経済コーナー

月～木は、『5分で分かるケイザイ』、金曜は『桂かい枝の小遣い帳』。
担当：山中真（月・火）、松本麻衣子（水・木）、桂かい枝（金）
- 6:27 - 音楽いろいろ、ちょいかじり

毎週、ある一定のテーマに沿って、過去や現在の様々なヒット曲を紹介するコーナー。
2002年4月から2003年9月まで放送されていた『朝はトコトン菊水丸』の中にあった『ちょっとヒトイキ音楽堂』のコンセプトを引き継いだコーナーと言える。
- 6:38 - はやみみヘッドラインニュース

この時間までに入っているニュースを加藤が紹介。
ラストに、加藤によるニュース解説があるが、最重要ニュースからピックアップするとは限らない。
- 6:45 - お天気のお知らせ
- 6:50 - できるだけ調査します

ラジオ報道部の記者、あるいは各方面のコメンテーターが、色々なニュースの裏側や、生活の知恵などを取材し、リポート形式で紹介。
ただし、毎月第1金曜日は、この時間にリスナーへの携帯電話による世論調査を実施し、最終金曜日には、月間川柳大賞の紹介を行うため、それぞれ休止となる。
- 7:05 - MBSニュース

基本的には、6時台の『はやみみニュース』と同様のコーナーだが、この時間帯は、提供スポンサーについては、ニッポン放送の「お早うネットワーク」からのCMネット受けを行う。
近藤勝重によるニュースの解説もある。
- 7:13 - お天気のお知らせ
- 7:19 -

月-木曜日 - リスナーのご意見と川柳紹介コーナー
リスナーからの、番組や出来事への感想や、時事川柳などを紹介。
金曜日 - ちょっと待った!そのニュース
報道されたものの、あまり注目されることも無く、続報のなされていない出来事について、番組独自の視点で掘り下げるコーナー。
毎月第1金曜日は、『人権レーダー』と称して、人権にまつわる話題を取り上げ。
- 7:32 - 幸せの雑学（提供：大塚製薬）
- 7:37 - お天気のお知らせ
- 7:40 - 鈴木杏樹のいってらっしゃい（ニッポン放送制作、提供：SUZUKI）